# Erling Jepsen
Erling Jepsen, född 14 maj 1956 i Gram i Sønderjylland, är en dansk dramatiker, romanförfattare och manusförfattare.

## Biografi
Erling Jepsen har skrivit mer än 30 dramatiska verk. Han debuterade 1977 med radiopjäsen Kiks med kniv og gaffel som tilldelades det danska Radiospilprisen. 1981 fick han sitt genombrott med TV-manuset Polledreng kommer hjem. Sin första scenpjäs skrev han 1985. 1998-2002 var han husdramatiker på Aarhus Teater. Som romanförfattare debuterade han 1999 med Ingen grund til overdramatisering. Han är mest känd för romanförlagan till filmen Konsten att gråta i kör från 2007 som regisserades av Peter Schønau Fog.
Hans stil kännetecknas av tillspetsade, tragikomiska vardagssituationer med ironisk och lätt absurd replik. Det finns ofta ett drag av surrealism där galenskapen gör uppror inifrån. I de tidiga verken framstod galenskapen som en fara men med tiden har den mer fått karaktären av önskvärd befrielse. (Anne-Sofie Ringling och Jens Kistrup, Den Store Danske Encyklopædi)

## Priser och utmärkelser
- Danske Dramatikeres Hæderspris 2002
- Holbergmedaljen 2004